# Glen Faria
Glen Faria (Amsterdam, 6 januari 1980), ook bekend onder zijn artiestennaam MC Fit is een Nederlandse rapper en singer-songwriter. Hij was lid van theatergroep Likeminds en van de rapgroep Flinke Namen. Zanger Humphrey Campbell was zijn oom.

## Biografie
Glen is geboren in Amsterdam en is van Surinaamse komaf, hij heeft een zoon genaamd Jaïr Faria die ook zingt. In 2004 richtte Sef samen met zijn buurjongen The Flexican de groep Flinke Namen op. Glen stond bekend in deze Amsterdamse hiphopformatie als MC Fit. Sef kende Fit van toneel, dus werd die ook lid van De Flinke Namen. De groep stond op een paar verzamelalbums. In 2005 kwam Murth Mossel de groep versterken. De groep deed ook mee aan de Grote Prijs van Nederland, maar won niet. In 2006 stond Fit samen met Sef op het album RauwDauw van The Opposites met de track Lovely. De groep werd al iets bekender en kwam ook in 2007 in aanraking met het label Top Notch, maar tekende er nog geen contract mee. Eind 2008 tekende Glen met De Flinke Namen bij Top Notch. Eind mei 2013 kwam het debuut-soloalbum van Fit uit, getiteld Glen Faria. De track Stapje terug op dat album werd in september 2013 opnieuw opgenomen, nu als duet met de Nederlandse zangeres Laura Jansen.
In 2013 speelde Glen Faria een rol in de film Roffa. In 2018 was Glen Faria een van de artiesten die te zien was in het AVROTROS-programma Beste Zangers. en een van de coaches van The Talent Academy in The Talent Project
In 2017 verzorgde Faria samen met zanger Kenny B de muziek voor de bioscoopfilm Sing Song, tevens vertolkte hij er een rol in.
In 2018 bracht Davina Michelle Faria's nummer Duurt te lang uit en scoorde daarmee een hit. Ook Tino Martin bracht een cover van Faria, genaamd Zij weet het, uit.
Faria was een deelnemer in de NPO serie The Big Escape, waar hij als zevende afviel, vlak voor de finale. Ook sprak Faria de stem in van Uatu the Watcher in de televisieserie What If...? voor Disney+. In 2021 deed hij mee aan het televisieprogramma Onmogelijke duetten.
Faria was in 2022 een deelnemer in het 22e seizoen van het televisieprogramma Wie is de Mol?, hierin was hij de tweede afvaller. In 2024 deed hij mee aan het televisieprogramma Stars on Stage waar hij op de vierde plaats eindigde. Datzelfde jaar was Faria tevens als gastpanellid te zien in het RTL 4-programma DNA Singers. Ook was Faria in 2024 te gast in het televisieprogramma De Kist. In 2025 deed hij samen met Nienke Plas mee aan het televisieprogramma That's my jam.

## Nominaties en optredens
| Jaar | Nummer        | Nummer                            | Album                  | Album         |
| Jaar | Naam          | met                               | Naam                   | Album Artiest |
| ---- | ------------- | --------------------------------- | ---------------------- | ------------- |
| 2006 | Lovely        | The Opposites, Sef & Heist Rockah | RauwDauw               | The Opposites |
| 2009 | Rapper Zijn?! | met Sef                           | Ondergronds Koninkrijk | Bijlmer Style |
| 2015 | Altijd Alleen | Fresku, Ronnie Flex               | Nooit Meer Terug       | Fresku        |

## Discografie

### Albums
| Album met eventuele hitnotering(en) in de Nederlandse Album Top 100 | Datum van verschijnen | Datum van binnenkomst | Hoogste positie | Aantal weken | Opmerkingen |
| ------------------------------------------------------------------- | --------------------- | --------------------- | --------------- | ------------ | ----------- |
| Glen Faria                                                          | 2013                  |                       |                 |              |             |
| FARIA                                                               | 2023                  |                       |                 |              |             |

### Singles
| Single met eventuele hitnotering(en) in de Nederlandse Top 40 | Datum van verschijnen | Datum van binnenkomst | Hoogste positie | Aantal weken | Opmerkingen                                                                       |
| ------------------------------------------------------------- | --------------------- | --------------------- | --------------- | ------------ | --------------------------------------------------------------------------------- |
| Laat maar komen                                               | 2013                  | -                     |                 |              | met Jayh / Nr. 70 in de Single Top 100                                            |
| Stapje terug                                                  | 2013                  | 12-10-2013            | tip7            |              | met Laura Jansen / Nr. 57 in de Single Top 100                                    |
| Gekke kleine jongen                                           | 2015                  | 05-12-2015            | tip6            | -            | met Ali B / nr. 84 in de Single Top 100                                           |
| Waarheid op straat                                            | 2016                  | 17-12-2016            | tip15           | -            | met Ali B                                                                         |
| Ik wil dat je danst                                           | 2018                  | 03-03-2018            | tip9            | -            | met Big2                                                                          |
| Ik wil slapen                                                 | 2018                  | 28-07-2018            | -               | -            | Met Alain Clark en Jan Smit / tip13 in de Ultratip 100 van de Vlaamse Ultratop 50 |
| Hoe weet je dat                                               | 2020                  | 08-02-2020            | tip8            | -            |                                                                                   |
| Terug naar nu                                                 | 22-04-2020            | 25-04-2020            | tip13           | -            | met Jaïr Faria                                                                    |
| Perfect                                                       | 2020                  | 18-07-2020            | tip12           | -            | met Dio                                                                           |
| Overbodig                                                     | 2021                  | 23-10-2021            | tip19           | -            | met Tabitha & Ronnie Flex / Nr. 59 in de Single Top 100                           |